# Jarosław Iwaszkiewicz (otolaryngolog)

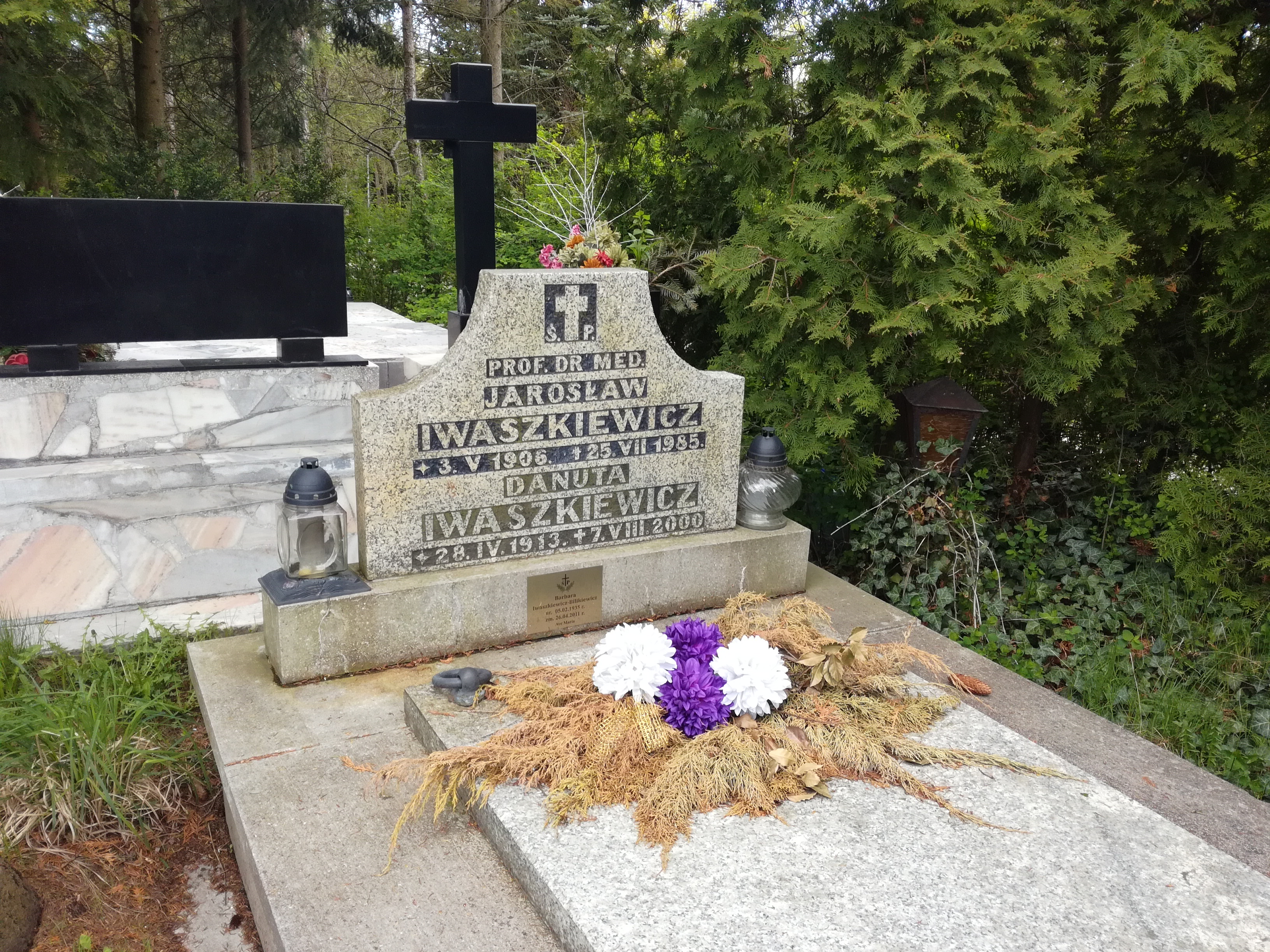
Grób Jarosława Iwaszkiewicza na Cmentarzu Łostowickim

Jarosław Iwaszkiewicz (ur. 3 maja 1906 w Siniawce, zm. 25 lipca 1985 w Gdańsku) – lekarz, naukowiec, profesor, doktor habilitowany nauk medycznych. Specjalista w zakresie otolaryngologii. Kierownik Katedry i Kliniki Chorób Uszu, Nosa, Gardła i Krtani Akademii Medycznej w Gdańsku w latach 1948–1976.

## Życiorys

### Początki („okres poznański”)
W 1924 podjął studia medyczne na Wydziale Lekarskim Uniwersytetu Poznańskiego. Od początku studiów interesował się otolaryngologią. Będąc jeszcze studentem w listopadzie 1928 został asystentem w Klinice Otolaryngologii w Poznaniu, którą wówczas kierował prof. Alfred Laskiewicz. Po ukończeniu studiów w 1931 i otrzymaniu tytułu doktora wszech nauk lekarskich, objął stanowisko starszego asystenta w tamtejszej klinice a od 1 stycznia 1934 pierwszego asystenta czyli adiunkta. W okresie tym prowadził ćwiczenia z otolaryngologii dla studentów wydziału lekarskiego oraz w Wyższej Szkole Pielęgniarstwa. Odbywał staże szkoleniowe w Wiedniu i w Szwecji.

### Zawierucha wojenna („okres szkocki”)
3 września 1939 został zmobilizowany do Szpitala Wojennego nr 110. Po klęsce kampanii wrześniowej internowany do Rumunii, skąd przez Jugosławię i Grecję trafił do Francji. Od 4 kwietnia do 30 maja 1940 był uczniem Szkoły Podchorążych Sanitarnych w Combourg. Od 31 maja do 20 czerwca 1940 w stopniu plutonowego podchorążego lekarza był przydzielony do Grupy Sanitarnej 10 Brygad Kawalerii Pancernej. Od 15 lipca 1940 pełnił służbę w Szpitalach Wojennym nr 1 w Simington i w Teymouth Castle. W styczniu 1941 objął stanowisko wykładowcy otolaryngologii na Polskim Wydziale Lekarskim Uniwersytetu w Edynburgu oraz asystenta na oddziale otolaryngologicznym Szpitala Królewskiego w Edynburgu. W grudniu 1942 objął stanowisko ordynatora oddziału otolaryngologii szpitala im. Paderewskiego w Edynburgu. W tym okresie zajmował się otochirurgią oraz leczeniem chorób górnych dróg oddechowych. Także podejmował działalność szkoleniową publikując prace naukowe w polskojęzycznym czasopiśmie medycznym Lekarz Wojskowy. 1 grudnia 1942 został mianowany podporucznikiem lekarzem. W 1947 wrócił do Polski.

### Lata powojenne („okres gdański”)
Po wojnie w Gdańsku rozpoczęły się intensywne działania zmierzające do skompletowania kadry naukowo-dydaktycznej w nowo utworzonej Akademii Lekarskiej. Po rozmowach z rektorem, profesorem Edwardem Grzegorzewskim, zdecydował się na powrót do Polski i 1 marca 1948 objął kierownictwo Katedry i Kliniki Otolaryngologii AM w Gdańsku, zastępując na tym stanowisku dr. med. Leona Wasilewskiego.  Kierownikiem tej kliniki pozostał przez kolejne 28 lat. Także w 1948 otrzymał on tytuł profesora nadzwyczajnego, a w 1963 tytuł profesora zwyczajnego. W pierwszych latach jako kierownik zorganizował warsztat pracy lekarskiej, naukowej i dydaktycznej.
W roku akademickim 1948/49 przygotował skrypt Choroby ucha, w tym czasie jedyny podręcznik otiatrii w języku polskim. Został on wznowiony w 1953 jako Zarys otiatrii.
Początkowo zainteresowania naukowe profesora skupiały się na chorobach zapalnych ucha i górnych dróg oddechowych oraz na usznopochodnych i zatokopochodnych powikłaniach wewnątrzczaszkowych. Innym kierunkiem zainteresowań były oparzenia chemiczne przełyku oraz ich powikłania w postaci pooparzeniowych zwężeń przełyku. Zagadnienie to stało się tematem pierwszej pracy doktorskiej i habilitacyjnej w klinice. Przyczyniło się to do wypracowania skutecznej i nowoczesnej jak na tamte czasy metody zapobiegania i leczenia pooparzeniowych zwężeń przełyku. Do innych tematów zainteresowań klinicznych profesora należały nowotwory głowy i szyi oraz alergia.
W 1958 PZWL wydało kolejny podręcznik jego autorstwa Choroby nosa, gardła i krtani. Po jego uzupełnieniu i połączeniu z Zarysem otiatrii został on wydany jako Zarys otolaryngologii (wyd. II 1963; wyd.III 1967). Jest także autorem rozdziału Ucho wewnętrzne w podręczniku Anatomia człowieka autorstwa Adama Bochenka i Michała Reichera.
Z jego inicjatywy w klinice utworzono pracownie: audiologiczną, alergologiczną, fotograficzną oraz laboratorium histologiczne, bibliotekę, zwierzętarnie i sale operacyjne.
Jego dorobek naukowy to wiele prac ogłoszonych w czasopismach polskich i zagranicznych, liczne referaty oraz promotorstwo 28 doktoratów i opieka na 7 habilitacjami. 
Czterech jego uczniów zostało kierownikami klinik otolaryngologicznych w Polsce:
- prof. dr Jan Ruszel – Gdańsk (po J. Iwaszkiewiczu)
- prof. dr Jan Małecki – Bydgoszcz
- prof. dr Stanisław Betlejewski – Bydgoszcz
- prof. dr Erwin Mozolewski – Szczecin.

Był także założycielem i wieloletnim przewodniczącym oddziału gdańskiego Polskiego Towarzystwa Otolaryngologów-Chirurgów Głowy i Szyi, członkiem zespołu redakcyjnego Otolaryngologii Polskiej.
W 1975 został uhonorowany godnością doktora honoris causa Akademii Medycznej w Gdańsku.
W 1976 otrzymał tytuł członka honorowego Polskiego Towarzystwa Otolaryngologów-Chirurgów Głowy i Szyi.
Będąc na emeryturze odwiedzał klinikę służąc radą i pomocą.
Zmarł nagle podczas jazdy samochodem 25 lipca 1985. Pochowany na Cmentarzu Łostowickim w Gdańsku.

## Rodzina
Jego córką była Barbara Iwaszkiewicz-Bilikiewicz.